# Albizia brownei
Albizia brownei là một loài thực vật có hoa trong họ Đậu. Loài này được (Walp.) Oliv. miêu tả khoa học đầu tiên năm 1871.